# Starost univerzuma
U fizičkoj kosmologiji, starost univerzuma je vreme proteklo od Velikog praska. U današnje vreme, astronomi su izveli dva različita merenja starosti svemira: merenje zasnovano na direktnim posmatranjima ranog stanja univerzuma, koje ukazuje na starost od 13,787±0,020 milijardi godina, kako se tumači sa Lambda-CDM modelom podudarnosti prema podacima iz 2018; i merenje zasnovano na posmatranju lokalnog, modernog univerzuma, koje sugeriše mlađi vek. Neizvesnost prve vrste merenja sužena je na 20 miliona godina, na osnovu brojnih studija koje su dale izuzetno slične cifre za starost. Ovo uključuje studije mikrotalasnog pozadinskog zračenja svemirske letelice Plank, sonde za mikrotalasnu anizotropiju Vilkinson i drugih svemirskih sondi. Merenja kosmičkog pozadinskog zračenja daju vreme hlađenja univerzuma od Velikog praska, a merenja brzine širenja univerzuma mogu se koristiti za izračunavanje njegove približne starosti ekstrapolacijom unazad u vremenu. Opseg procene je takođe unutar opsega procene za najstariju posmatranu zvezdu u univerzumu.

## Objašnjenje
Lambda-CMD model opisuje evoluciju univerzuma od veoma uniformnog, vrelog i gustog početnog stanja pa sve do danas, nekih 13.8 milijadi godina kasnije. Ovaj model je veoma dobro razrađen u teoriji i snažno zasnovan u praksi skorašnjim visoko preciznim astronomskim posmatranjima kao sto je WMAP. Međutim, teorije o poreklu početnog stanja ostaju na nivou spekulacija. Ukolio bi u Lambda-CDM modelu iz top početnog stanja pokušali da izvedemo neko prethodno stanje, veoma brzo (u deliću sekunde) bi došli do stanja singulariteta zvanog i "singularitet Velikog praska". 
Iako bi univerzum, u teoriji, mogao da ima i dužu istoriju , Međunarodna astronomska unija trenutno koristi "starost univerzuma" u značenju trajanje Lambda-CDM ekspanzije, ili vreme proteklo od Velikog praska u vidljivom univerzumu.

## Ograničenja koja se mogu dobiti posmatranjima
Pošto univerzum mora biti star bar koliko i najstarija stvar u njemu, postoje brojnja posmatranja koja daju donju granicu starosti univerzuma. U okviru njih imamo temperature najhladnijih belih patuljaka, koji se postepeno hlade kako stare.

## Kosmološki parametri
Problem određivanja starosti univerzuma usko je vezan za problem određivanja vrednosti kosmoloških parametara. Danas se to uglavnom sprovodi u kontekstu ΛCDM modela, gde se pretpostavlja da univerzum sadrži normalnu (barionsku) materiju, hladnu tamnu materiju, zračenje (uključujući fotone i neutrine) i kosmološku konstantu.
Deo doprinosa svakog od njih u trenutnoj gustini energije univerzuma je dat parametrima gustine {\displaystyle ~\Omega _{\text{m}}~,} {\displaystyle ~\Omega _{\text{r}}~,} i {\displaystyle ~\Omega _{\Lambda }~.} Potpuni ΛCDM model je opisan nizom drugih parametara, ali u svrhu izračunavanja njegove starosti ova tri, zajedno sa Hablovim parametrom {\displaystyle ~H_{0}~}, su najvažnija.
Ako se imaju tačna merenja ovih parametara, onda se starost univerzuma može odrediti korišćenjem Fridmanove jednačine. Ova jednačina povezuje stopu promene faktora razmere {\displaystyle ~a(t)~} sa sadržajem materije u univerzumu. Preobražavajući ovu relaciju, može se izračunati promena vremena po promeni faktora razmere i tako izračunati ukupna starost univerzuma integracijom ove formule. Starost {\displaystyle ~t_{0}~} je tada data izrazom oblika
{\displaystyle t_{0}={\frac {1}{H_{0}}}\,F(\,\Omega _{\text{r}},\,\Omega _{\text{m}},\,\Omega _{\Lambda },\,\dots \,)~}
gde je {\displaystyle ~H_{0}~} Hablov parametar i funkcija {\displaystyle ~F~} zavisi samo od frakcionog doprinosa energetskom sadržaju univerzuma koji dolazi iz različitih komponenti. Prvo zapažanje koje se može izvesti iz ove formule je da je Hablov parametar taj koji kontroliše starost univerzuma, uz korekciju koja proizilazi iz sadržaja materije i energije. Dakle, gruba procena starosti univerzuma dolazi iz Hablovog vremena, inverzne vrednosti Hablovog parametra. Sa vrednošću za {\displaystyle ~H_{0}~} oko 69 km/s/Mpc, Hablovo vreme se procenjuje na {\displaystyle ~1/H_{0}=~}14,5 milijardi godina.
Da bi se dobio tačniji broj, mora se izračunati funkcija korekcije {\displaystyle ~F~}. Generalno, ovo se mora uraditi numerički, a rezultati za opseg vrednosti kosmoloških parametara prikazani su na slici. Za Plankove vrednosti {\displaystyle ~(\Omega _{\text{m}},\Omega _{\Lambda })=~}(0,3086, 0,6914), prikazane u okviru u gornjem levom uglu slike, ovaj faktor korekcije je oko  {\displaystyle ~F=0,956~.} Za ravan univerzum bez ikakve kosmološke konstante, prikazan zvezdom u donjem desnom uglu, {\displaystyle ~F={2}/{3}~} je mnogo manji i samim tim je univerzum mlađi za fiksnu vrednost Hablovog parametra. Da bi se dobila ova cifra, {\displaystyle ~\Omega _{\text{r}}~} se održava konstantnim (otprilike ekvivalentno sa održavanjem CMB temperaturne konstante) i parametar gustine zakrivljenosti je fiksiran vrednošću ostala tri.
Osim Plankovog satelita, Wilkinsonova mikrotalasna anizotropna sonda (WMAP) bila je ključna u utvrđivanju tačne starosti univerzuma, iako se druga merenja moraju sastaviti da bi se dobio tačan broj. CMB merenja su veoma dobra u ograničavanju sadržaja materije {\displaystyle ~\Omega _{\text{m}}~,} i parametra zakrivljenosti {\displaystyle ~\Omega _{\text{k}}~.} To nije toliko senzitivno na {\displaystyle ~\Omega _{\Lambda }~} direktno, delimično zato što kosmološka konstanta postaje važna samo pri malom crvenom pomaku. Veruje se da trenutno najtačnija određivanja Hablovog parametra {\displaystyle ~H_{0}~} potiču od izmerenih osvetljenosti i crvenih pomaka udaljenih supernova tipa Ia. Kombinovanje ovih merenja dovodi do opšte prihvaćene vrednosti za starost univerzuma koja je gore citirana.
Kosmološka konstanta čini univerzum „starijim“ za fiksne vrednosti ostalih parametara. Ovo je značajno, jer pre nego što je kosmološka konstanta postala opšteprihvaćena, model Velikog praska je imao poteškoća da objasni zašto se činilo da su globularna jata u Mlečnom putu daleko starija od starosti univerzuma izračunatog na osnovu Hablovog parametra i univerzuma koji sadrži samo materiju. Uvođenje kosmološke konstante omogućava univerzumu da bude stariji od ovih klastera, i daje objašnjavanje drugih karakteristika koje kosmološki model zasnovan samo na materiji nije mogao.

## Spoljašnje veze
- Wright, Ned. „Cosmology tutorial”. Division of Astronomy & Astrophysics (academic personal site). University of California, Los Angeles.

- Wright, Edward L. (2. 7. 2005). „Age of the Universe”. Division of Astronomy & Astrophysics (academic personal site). University of California, Los Angeles.

- Hu, Wayne. „cosmological parameter animations” (academic personal site). U. Chicago.

- Ostriker, J.P.; Steinhardt, P.J. (1995). „Cosmic concordance”. arXiv:astro-ph/9505066 .

- „Globular star clusters”. SEDS. Архивирано из оригинала 2015-04-30. г.

- Scott, Douglas. „Independent age estimates” (academic personal site). Vancouver, BC: University of British Columbia.

- „The scale of the universe”. KryssTal. — Space and time set to scale for the beginner.

- „Cosmology calculator (with graph generation)”. iCosmos.

- „The Expanding Universe”. American Institute of Physics.